# Eleccions legislatives franceses de 1988
Les eleccions legislatives franceses de 1988 es van dur a terme el 5 i 12 de juny de 1988.

## Antecedents
Les eleccions a l'Assemblea Nacional van seguir les eleccions a la presidència de la República el 24 d'abril i el 8 de maig de 1988, que va revalidar el socialista François Mitterrand guanyant al primer ministre conservador sortint Jacques Chirac. Després d'un període de cohabitació, Mitterrand buscava una majoria clara i estable a l'Assemblea, on l'oposició conservadora tenia un lleuger avantatge.

## Resultats
| Partits                                            | Partits                                | Sigles | Vots (1a volta) | % (1a volta) | Escons (2a volta) |
| -------------------------------------------------- | -------------------------------------- | ------ | --------------- | ------------ | ----------------- |
|                                                    | Partit Socialista                      | PS     | 8.493.702       | 34,77        | 260               |
|                                                    | Partit Comunista Francès               | PCF    | 2.765.761       | 11,32        | 27                |
|                                                    | Moviment dels Radicals d'Esquerra      | MRG    | 272.316         | 1,11         | 9                 |
|                                                    | Divers gauche                          | DVG    | 403.690         | 1,65         | 7                 |
|                                                    | Total Majoria présidencial (esquerra)  |        | 11 935 459      | 48,85        | 303               |
|                                                    | Reagrupament per la República          | RPR    | 4 687 047       | 19,19        | 126               |
|                                                    | Unió per a la Democràcia Francesa      | UDF    | 4 519 459       | 19,50        | 129               |
|                                                    | Divers droite                          | DVD    | 697.272         | 2,85         | 16                |
|                                                    | Total Unió pel reagrupament del centre |        | 10 800 806      | 42,9         | 271               |
|                                                    | Extrema esquerra                       |        | 89.065          | 0,36         | -                 |
|                                                    | Ecologistes                            | ECO    | 86.312          | 0,35         | -                 |
|                                                    | Front Nacional                         | FN     | 2.359.528       | 9,66         | 1                 |
|                                                    | Extrema dreta                          | EXD    | 32.445          | 0,13         |                   |
|                                                    | Total                                  |        | 24.495.075      | 100          | 575               |
| Abstencions : 34,26% (1a volta); 30,11% (2a volta) |                                        |        |                 |              |                   |

## Composició de l'Assemblea nacional
| Grup        | Membres | Afiliats | Total | %     |
| ----------- | ------- | -------- | ----- | ----- |
| Socialistes | 258     | 17       | 275   | 47,82 |
| RPR         | 127     | 3        | 130   | 22,60 |
| UDF         | 81      | 9        | 90    | 15,65 |
| UDC         | 34      | 7        | 41    | 07,13 |
| No inscrits | 14      | -        | 14    | 02,,4 |
| Total       | 539     | 36       | 575   | 100,0 |

## Diputats per laCatalunya del Nord
- 1a Circumscripció – Claude Barate (RPR)
- 2a Circumscripció – Pierre Estève (Partit Socialista)
- 3a Circumscripció – Jacques Farran (RPR)
- 4a Circumscripció – Henri Sicre (Partit Socialista)

## Conseqüències
El Partit Socialista va recuperar el poder i Michel Rocard fou nomenat primer ministre de França.